# Speak Like a Child
Speak Like a Child – szósty album studyjny amerykańskiego pianisty i kompozytora jazzowego Herbiego Hancocka, wydany z numerem katalogowym BST 84279 w 1968 roku przez Blue Note Records.

## Powstanie
Silny wpływ na Hancocka, gdy pisał kompozycje na płytę, wywierała twórczość Gila Evansa.
Materiał na płytę został zarejestrowany 6 (utwory A1-A3) i 9 marca (B1-B3) 1968 roku przez Rudy’ego Van Geldera w należącym do niego studiu (Van Gelder Studio) w Englewood Cliffs w stanie New Jersey. Produkcją płyty zajął się Duke Pearson.
Zdjęcie na okładce przedstawia Hancocka i jego ówczesną partnerkę, a przyszłą żonę Gigi Meixner.

## Lista utworów
Opracowano na podstawie materiału źródłowego.
Wydanie LP
Strona A
| Nr | Tytuł utworu         | Muzyka         | Długość |
| -- | -------------------- | -------------- | ------- |
| 1. | „Riot”               | Herbie Hancock | 4:40    |
| 2. | „Speak Like a Child” | Hancock        | 7:50    |
| 3. | „First Trip”         | Ron Carter     | 6:01    |
|    |                      |                | 18:31   |

Strona B
| Nr | Tytuł utworu           | Muzyka  | Długość |
| -- | ---------------------- | ------- | ------- |
| 1. | „Toys”                 | Hancock | 5:52    |
| 2. | „Goodbye to Childhood” | Hancock | 7:06    |
| 3. | „The Sorcerer”         | Hancock | 5:36    |
|    |                        |         | 18:34   |

Utwory dodatkowe na reedycji (2005)
| Nr | Tytuł utworu                            | Muzyka  | Długość |
| -- | --------------------------------------- | ------- | ------- |
| 1. | „Riot (first alternate take)”           | Hancock | 4:55    |
| 2. | „Riot (second alternate take)”          | Hancock | 4:40    |
| 3. | „Goodbye to Childhood (alternate take)” | Hancock | 5:49    |
|    |                                         |         | 15:24   |

## Twórcy
Opracowano na podstawie materiału źródłowego.
Muzycy:
- Herbie Hancock – fortepian
- Ron Carter – kontrabas
- Mickey Roker – perkusja
- Jerry Dodgion – flet altowy (oprócz A3)
- Thad Jones – skrzydłówka (oprócz A3)
- Peter Phillips – puzon basowy (oprócz A3)

Produkcja:
- Duke Pearson – produkcja muzyczna
- Rudy Van Gelder – inżynieria dźwięku
- Nat Hentoff – liner notes
- Michael Cuscuna – produkcja muzyczna (reedycja z 2005)